# Castianeira leptopoda
Castianeira leptopoda là một loài nhện trong họ Corinnidae.
Loài này thuộc chi Castianeira. Castianeira leptopoda được Cândido Firmino de Mello-Leitão miêu tả năm 1929.